# Антоније Велики
Антоније Велики (грч. Ἀντώνιος ὁ Μέγας, коп. Ⲁⲃⲃⲁ Ⲁⲛⲧⲱⲛⲓ; Кома, 12. јануар 251 — Колзим, 17. јануар 356) био je хришћански аскета који је живео у Египту у 3. и 4. веку. Сматра се оцем пустињачког (отшелничког) монаштва и хришћанског монаштва уопште.

## Младост
Антоније је рођен око 251. године у селу Коми, близу Хераклеје у горњем Египту. Младост је провео у Александрији. Имао је богате родитеље који су били побожни коптски хришћани и одрастао је у благостању и изобиљу. Од раног детињства његова тиха природа одаљавала га је од друге деце и дечје игре, задржавајући га у дому код побожних родитеља који су га брижљиво чували и с којима је често одлазио на богослужења у цркву и волео да му читају поучне књиге. Није похађао школу, па никад није научио читати ни писати. Кад је имао осамнаест година, умрли су му и отац и мајка, оставивши му у наследство све своје богатство.
По смрти родитеља, он је, као старији, био дужан да преузме управљање домаћинством и издржавање малолетне сестре.. Међутим, он је пожелео да напусти све. У тој одлуци су га учврстиле речи Светог писма: „Ако хоћеш савршен да будеш, иди продај све што имаш и подај сиромасима; и имаћеш благо на небу.“ (Мт.19,21). Антоније је захваћен Светим Духом дословно схватио и на себе применио оно што је у цркви чуо. Разделио је свој посед мештанима, око три стотине јутара плодне земље. Мањи део је задржао за себе и за своју сестру. Али то није дуго трајало јер је следећом приликом у цркви чуо речи: „Не брините се за сутра.“ (Мт 6,34) па је и то мало разделио, а сестру поверио побожним девицама. У двадесетој години живота, Антоније је разделио своје богатство сиромасима и отишао у египатску пустињу.
Ко хоће да се спасе нека не остаје у дому своме и у граду у коме је грешио. Не треба посећивати родитеље и рођаке по телу, будући да је то штетно по душу и нарушава плодове живота.

## Подвижништво
Антоније је у почетку свога подвижништва често обилазио пустиножитеље који су живели сличним животом. Гледајући њихове подвиге и врлине, и сам се трудио да их достигне. На тај начин он је, како каже Атанасије, „слично мудрој пчели са свих страна сабирао духовни мед, слажући га у своје срце као у кошницу“. Од једног се учио уздржавању од хране, спавању на голој земљи и дуготрајном бдењу, од другога неуморној молитви, пажњи према помислима и богомислију, од трећег трудољубљу, верности правилима и трпљењу, док је од свих заједно примао исти дух вере у Христа. Он је настојао да у себи сабере све оно чим се сваки од духовника које је срео одликовао понаособ.
Осамљен, провео је многе године живећи у гробници ван села. Његов дан се састојао од дрводељства, молитве и размишљања о поукама Светог Писма. До њега је понекад долазио пријатељ из села, који му је доносио хлеб и со у замену за рукодеље. Он сам би понекад одлазио старцима или до сеоске цркве на богослужење, углавном на литургију. „Он је измишљао све строже облике подвижничког опита, сваким даном постајући све уздржљивији. Као да је свагда тек започињао, додајући нову силу ревности. (...) Његова храна је била хлеб и со, пиће вода, а време обеда залазак сунца. Често би по два или више дана остајао без хране. (...) Већином је спавао на голој земљи, која му је служила као постеља. Себи није дозвољавао мазање уљем, купање и друге угодности да се тело не би разнежило“.

## Искушења
Антоније је говорио о својој борби са демонима, односно са мислима које су га искушавале. У почетку су га највише мучиле мисли о бескорисном напуштању богатства и света, а посебно о сестри без подршке, збринутости и утехе. Често није спавао по читаву ноћ. Овакве мисли савладао је вером да је све остављено ништавно у поређењу са бесконачним блаженством које Бог даје подвижницима.
Стицање новца и његово издашно коришћење сматрај краткотрајном маштаријом. Јер, каква је корист стицати оно што се не може понети у духу? Није ли боље стицати оно што можемо понети са собом: благоразумност, правичност, мудрост, храброст, расуђивање, љубав, веру, безгневље и гостољубивост?
Мучила су га и искушавања телесном похотом, и ноћу и дању. Борба је била тако жестока и дуготрајна да није могла да се сакрије од других. Долазиле су му нечисте мисли, које је одбијао молитвом, а распаљене удове је хладио постом, бдењем и замарањем. Ђаво је често ноћу на себе узимао женски изглед, нагонећи га на грех.
Након свих искушења, кроз које је прошао, враг му се јавио у лику малог црног дечака, понизно му говорећи: „Победио си ме“. Хтео је да га наведе да победу припише себи, чиме би пао у гордост. Међутим, Антоније га је питао: „Ко си ти?" Он је одговорио: „Ја сам дух блуда који изазива телесну похоту и подстиче на телесни грех. Преварио сам многе од оних који су дали завет целомудрености. (...) Ти си, пак, раскринкао све моје замке и све стреле поломио, тако да сам оборен“. Тада Антоније, погледавши без страха на њега, рече: „Бог је допустио да ми се јавиш црн - ради обелодањења таме твојих зломисли, а као дечак - ради изобличења твоје немоћи. Због тога си и достојан сваког презира“. Од тих речи је нечисти дух нестао и више се није вратио.
Жива предаја преноси како су га у напуштеној гробници убрзо снашла страховита искушења, која су га физички измучила и претукла, али га нису дотукла. Немоћни да помислима искушавају душу која се очистила, демони се јављају у сну, настојећи да му нашкоде и поред његове добре намере. Демони су га физички нападали таквом силином да је Антоније после тих њихових напада изгледао као живи леш, немоћан да се помери од болова. Једном га је сабрат који је бринуо о њему, кад га је нашао у гробници како лежи без свести потпуно претучен, однео у сеоску цркву. Људи из околине чували су му стражу. Усред ноћи Антоније се освестио и угледао позаспале пријатеље око себе. Једино је његов верни пријатељ остао будан уз њега. Антоније га је усрдно молио да га однесе натраг и закључа још једном у гробницу и тако врати његовим искушењима рекавши му „Носи ме опет на моје усамљено место“, изражавајући решеност да тамо настави своју борбу. Немоћан да устане и моли, лежао је ту беспомоћно, док је гробница сва подрхтавала од утвара и дивљих животиња. Пред Антонијевим очима појављивали су се лавови, бикови, змије, шкорпиони и силовито га нападали. Антоније је остао миран и на њихово наваљивање само би им добацио: „Кад бисте били јаки, био би довољан само један од вас”. Ускоро након тога, гробница која се из темеља потресла, поново је утихнула. Демони и звери збуњени су се повукли и нестали, бол у телу је престала, отворио се кров и гробницу је обасјало светло. Свестан да има виђење, Антоније је осетио своје мирно дисање и упитао: „Где си био, благи Исусе, где си био? Зашто ниси у почетку дошао да исцелиш ране моје?” - И би глас Христосов к њему, говорећи: „Антоније, овде бејах, али сам чекао да видим твоје јунаштво. Сада пак, пошто си се јуначки борио, увек ћу те помагати, и учинићу те чувеним у целоме свету.” Демонска искушења светог Антонија већ су вековима мотив за многобројне уметнике Запада.
Након те победе Божји угодник Антоније, тежећи потпуној усамљености, без икаквих виђања и сусрета, прешао је у пустињу удаљену два-три дана пута од насељених места. Ту се настанио у напуштеном идолишту у коме се налазио бунар са водом, у близини Писпира. Било му је тада око тридесет и пет година. Зли дух који је пребивао у тој рушевини настојао га је протерати: „Одлази из нашег краљевства! Шта радиш овде у пустињи? Засигурно нећеш издржати наше наваљивање.” Престрашени Антонијеви посетитељи, који су могли чути буку и необичне звукове, одједном би приметили да над њима превладава смирен молитвени глас на који би замукнула сва бука: „Погани ме окружише, именом их Господњим уништих” (Пс 67,2.3). Они који су хтели да крену његовим подвижничким стопама, пронашли су га и почели да му долазе. Антоније једном, желећи да буде сам са собом, није хтео да им отвори врата те су их ови развалили. У тој тврђави Антоније је живео двадесет година, а око ње је све више растао број оних који су били задивљени његовим начином живота. Од тих знатижељника и занесењака настали су први манастири по околним брежуљцима. За Антонија је то значило нову активност. Тако је након двадесет година затвореничког живота, с педесет и четири године старости, изашао из свог утврђења.
Шта се са њим дешавало током његове осамљености, то нико не зна. Међутим, судећи по томе какав је изашао одатле, изгледа да се радило о времену његовог изграђивања духом. Дешавало се нешто слично као са гусеницом када се увије у ларву: нико је не види и она као да је замрла. Међутим, у своје време из ларве излеће прекрасан разнобојан лептир.

## Науковање
Антоније је временом израстао у правог духовног горостаса. Након времена изграђивања, он је изашао да служи верујућима, опремљен разним даровима светог Духа. Атанасије пише да је Бог светом Антонију дао снажну реч, која продире до дубина срца. Он је умео са таквом силом да говори да су многе војводе и грађани са значајним иметком, збацивали са себе све животне бриге и постајали аскете. Људи су му долазили да би чули реч истине и да би нашли духовно вођство. Пустињаци су се сабирали око Антонија и његова монашка заједница је све више расла.
Пробудимо се из сна док се још налазимо у овом телу.
Прича се да је ава Антоније добио писмени позив од цара Константина (306—337) да дође у Цариград. Тада се он обратио Павлу Препростом са питањем: „Треба ли да идем?" Овај је одговорио: „Ако одеш, бићеш Антоније, а ако не одеш, бићеш ава Антоније“. Због таквог неодобравања путовања, он је спокојно остао на свом месту.
Истражи и испитај, па ћеш увидети да начелници и властодршци имају власт само над телом, али не и над душом. То увек имај у виду. Стога се њима не треба покоравати уколико наређују убиство или неко друго безакоње и неправду на штету душе, па макар због тога и мучили тело. Јер, Бог је душу створио слободном и самовласном да чини добро или зло.
Од његових ученика најпознатији су Павле Препрости и Макарије Египатски. Они су имали прилике да слушају беседе аве Антонија који је, излазећи из свог усамљеништва, понекад по читаву ноћ разговарао са онима који су се окупили ради поуке. Међу старцима који су га посећивали били су ава Јосиф, ава Еленије из Сирије, Павле Тивејски и многи други. Једном приликом је Антоније ученицима наводио изреке из светог Писма, распитујући се за њихово значење. Свако је говорио како сам разуме, али је Антоније свима одговарао: „Не, ниси схватио“. На крају, он упита аву Јосифа: „Шта ти кажеш о тој изреци?" „Не знам“, одговори Јосиф. Тада Антоније рече: „Ава Јосиф је нашао пут рекавши: „Не знам"".
Он је подвижнике саветовао да не запостављају у потпуности своје тело, већ да му дају онолико колико му је потребно али ништа више од тога, јер је то прави начин на који душа остварује потпуну власт над телом.
Антоније је духовно поучавао монахе о томе колико је ништаван овај свет у поређењу са славом будућег века. „Гледајући на свет, немојмо мислити да смо се одрекли нечега великог, будући да је и цела земља незнатна у односу на небо.“ Говорио им је о смислу живота на земљи сасвим једноставним, али снажним речима: „Живи као да ниси од овога света и имаћеш мир“. Антоније је понекад одлазио и у Александрију и на јавним местима проповедао Христа, након чега се враћао у самоћу својих планина.
Свако ко жели да буде истински духован подвижник треба да се постара да се удаљи од бучне гомиле и да јој се не приближава, како би и телом и умом и срцем био изван смућења и људског вртлога.
Један младић, који је сматрао да не треба напуштати свет, говорити је Антонију: „Више вреди онај ко се подвизава у граду или селу и који испуњава све што је потребно за духовно савршенство“. Када га Антоније упита: „Где и како ти живиш?", он одговори: „Живим у дому родитеља, који ми све набављају. То ме избавља од брига и старања, те се непрестано бавим једино читањем и молитвом, не расејавајући дух ничим споредним“. Тада га Антоније опет запита: „Кажи ми, сине мој, да ли се ти жалостиш у њиховим жалостима и радујеш у њиховим радостима“. Он признаде да осећа и једно и друго. Тада Антоније рече: „Знај да ћеш и у будућем веку имати удео са онима са којима си у овом животу делио радост и жалост. За тебе је пут који си изабрао штетан не само због тога што се услед готово свакодневне промене животних случајности твој ум погружава у непрестане помисли о земаљском, већ и стога што те лишава плода који би стекао да се својим рукама трудиш око прехрањивања.”
Премда није имао никакво световно образовање, Антоније је био изузетно мудар човек. Једном га неки филозоф упита: „Из каквих си ти књига поцрпио знање о високим истинама које проповедаш"? А ава Антоније не говорећи ни ријечи, једном руком показа на небо, а другом земљу.
Грци иду у туђе крајеве и плове преко мора да би изучили науке, а нама није потребно да идемо у туђе крајеве ради царства небеског, нити да пловимо преко мора због врлина.
Једном приликом су код њега дошли неки филозофи у намери да га надмудре, јер су знали да је био неписмен и нешколован. Али Антоније њих упита: „Шта има првенство, ум или ученост? И шта је узрок чега: ум учености или ученост ума?". Када му филозофи одговорише да ум има првенство над ученошћу, Антоније им одговори: „Сада схватате да човек развијеног ума нема потребе за ученошћу.“
Разборити нису они који су изучили изреке и списе древних мудраца, него они разликују добро од зла, те оно што је рђаво и по душу штетно избегавају, а оно што је добро и за душу корисно усрдно ишту и чине уз велику благодарност Богу.
Он је објашњавао да је немогуће да човек одједном постане добар и мудар, већ једино упорним старањем, бављењем, искуством, временом, подвигом и тежњом за чињењем добра. Људи су веровали његовим поукама, јер је његов живот, као живи доказ, стајао иза сваке његове речи. Антоније је такође учио да се непрестано треба сећати смрти.
Свако јутро када устанемо треба мислити да нећемо дочекати вече, и пре него што легнемо треба мислити да се нећемо пробудити. По природи није позната граница нашег живота, нити се зна колико нам оставља промисао. Живећи свакодневно са таквим расположењем ми нећемо ни грешити, ни имати похоту, нити се на кога гневити, нити гомилати богатство на земљи.
Свевишњи му је једанпут показао мисаоне радијусе којима демони окружују људе. Видевши их, уздахнуо је и питао Бога: „Господе, ко може ово да прође?“. Божји одговор је био: „Само смерни и кротки.“.
Када је већ зашао у дубоку старост, Антоније је осетио да му се ближи смртни час. Позвавши оне који су му били блиски, Антоније рече: „Спремам се на пут наших Отаца, јер ме је позвао Господ. Нећу више бити са вама“. Пошто ово рече, ученици се поздравише са њим, и он издахну, а његово лице се обасја унутарњом светлошћу. Преминуо је 356. године, у сто петој години свога живота, оставивши иза себе мноштво ученика. Житије светог Антонија написао је Атанасије Велики.
Свете мошти Преподобног Антонија Великог откривене су и пренете у Александрију 561. године за време владавине византијског цара Јустинијана (527-565. године). После заузећа Египта од стране Сарацена пренете су у Цариград око 635. године. Око 980. године пренете су у дијацезу Биенаку у Галији, данашњој Француској. 1491. године пренете су у Арч, главни град Провансе, у југоисточној Француској, у цркву светог Јулијана, где и данас почивају.
И православна и католичка црква га славе 30. јануара по јулијанском календару (односно 17. јануара по грегоријанском).

## Занимљивости
Често је приказан на иконама са звонцем у руци које означава његову способност истеривања злих духова. Заштитник је узгоја свиња и остале стоке. Свиња која представља демоне и пожуду, такође га често прати на иконама и знак је његове победе над грехом и ниским страстима попут прождрљивости.